# Kyle XY
Kyle XY is een Amerikaanse dramaserie gefilmd in Vancouver, Brits-Columbia en omgeving. De serie gaat om een jongen genaamd Kyle (Matt Dallas), die wakker wordt in de bossen buiten Seattle met geen enkele herinneringen van zijn leven tot dat moment. De serie volgt Kyle terwijl hij de mysteries van wie hij is en waarom hij geen herinneringen meer heeft van zijn jeugd probeert op te lossen. Op sommige momenten wordt hij gezien met zijn shirt half uit en zie je dat hij geen navel heeft.
De serie werd voor het eerst uitgezonden op 26 juni 2006 op de zender ABC Family. Er waren ook afleveringen te zien op ABC tijdens het eerste seizoen, en voor een korte tijd in het tweede seizoen. Daarna was het alleen te zien op ABC Family.
Na een debuutseizoen van 10 afleveringen op ABC Family tijdens de zomer van 2006, meldden media dat er 13 nieuwe afleveringen waren besteld voor een tweede seizoen.
Dit tweede seizoen startte op 11 juni 2007, met herhalingen op ABC vanaf 15 juni 2007. Seizoen twee was verdeeld in twee delen, het eerste deel eindigde op maandag 3 september 2007 en vervolgde op 12 januari 2008.
Op 5 oktober 2007 meldde TV Guide reported dat ABC Family een derde seizoen van Kyle XY zou uitzenden vanaf 12 januari 2009.
Op 31 januari 2009 meldde ABC Family dat Kyle XY niet terug zou komen voor een vierde seizoen.
ABC Family gaf het derde seizoen de naam "Kyle XY: The Final Episodes". De laatste aflevering was te zien op maandag 16 maart 2009.

## Cast

### Hoofdcast
- Matt Dallas als Kyle Trager
- Bruce Thomas als Stephen Trager
- Marguerite MacIntyre als Nicole Trager
- Jean-Luc Bilodeau als Josh Trager
- April Matson als Lori Trager
- Chris Olivero als Declan McDonough
- Kirsten Prout als Amanda Bloom
- Jaimie Alexander als Jessi Hollander (seizoen 2+)

### Terugkerende cast
- Magda Apanowicz als Andy Jensen (seizoen 2+)
- Nicholas Lea als Tom Foss
- Hal Ozsan als Michael Cassidy (seizoen 3)
- Jesse Hutch als Nate (Season 3)
- Martin Cummins als Brian Taylor (seizoen 2+)
- J. Eddie Peck als Adam Baylin
- Chelan Simmons als Hillary
- Ally Sheedy als Sarah (seizoen 2+)
- Teryl Rothery als Carol Bloom
- Cory Monteith als Charlie Tanner
- Leah Cairns als Emily Hollander (seizoen 2+)
- Josh Zuckerman als Mark (seizoen 2+)
- Kurt Max Runte als Detective Jason Breen (seizoen 1)
- Conrad Coates als Julian Ballantine (seizoen 2+)
- Sarah-Jane Redmond als Rebecca Thatcher
- Andrew Jackson als Cyrus Reynolds
- Bill Dow als Professor William Kern
- Carrie Genzel als Julia Peterson (seizoen 1)

## Afleveringenlijst
| Seizoen   | Afleveringen | Premièredatum   | Einddatum        |
| --------- | ------------ | --------------- | ---------------- |
| Seizoen 1 | 10           | 26 juni 2006    | 28 augustus 2006 |
| Seizoen 2 | 13           | 11 juni 2007    | 17 maart 2008    |
| Seizoen 3 | 10           | 12 januari 2009 | 16 maart 2009    |
| Seizoen 4 | 10           | 2009            | 2010             |

## Boeken
Er zijn twee boeken die gebaseerd zijn op de serie, beiden van de auteur S. G. Wilkins. De eerste, Kyle XY: Nowhere to Hide, gaat over Kyles eerste Halloween, terwijl de tweede, Kyle XY: Under the Radar, gaat over de klassenhoofdvertegenwoordigersstrijd bij Kyle op school, met Kyle als kandidaat. Er zijn plannen voor twee volgende boeken, waarvan één al uit is.
| Boek #  | Titel                    | Pagina's | Uitgavedatum     |
| ------- | ------------------------ | -------- | ---------------- |
| Boek #1 | Kyle XY: Nowhere to Hide | 192pag.  | 30 augustus 2007 |
| Boek #2 | Kyle XY: Under the Radar | 189pag.  | 1 januari 2008   |
| Boek #3 | Kyle XY: TBA             | TBA      | 30 januari 2009  |
| Boek #4 | Kyle XY: TBA             | TBA      | Augustus 2009    |